# Anders Björkman
Anders Erik Gustav Björkman, född 4 maj 1920 i Stockholm, död 14 november 2006 i Rungsted, Danmark, var en svensk-dansk kemiingenjör och forskare inom cellulosakemi. Han var svärson till professor Folke Odqvist.
Björkman blev civilingenjör 1942 vid Kungliga Tekniska högskolan och teknologie licentiat vid samma lärosäte 1948. Björkman arbetade under några år i början av 1950-talet vid Billeruds forskningsavdelning, som var beläget vid Billeruds Bruk (idag Nordic Paper Seffle AB) i Säffle. Han disputerade 1957 för teknologie doktorsgrad vid Chalmers tekniska högskola. 
Han var från 1961 professor i teknisk kemi vid Danmarks Tekniske højskole i Köpenhamn. Han blev dansk medborgare 1962 och invaldes 1979 som utländsk ledamot av Kungliga Ingenjörsvetenskapsakademien i Stockholm.